# Copa América de 2001
Em 2001, na Colômbia, o torneio chegou a sua 40ª edição, com a presença de 12 países (nove da América do Sul mais México, Costa Rica e Honduras) . Foi disputado entre os dias 11 e 29 de julho, a Copa América foi o principal evento de seleções do ano, ao lado da Copa das Confederações. Teve como campeã a seleção da Colômbia.

## Seleções participantes
As 12 seleções seguem abaixo:
¹ - A Costa Rica disputou no lugar do Canadá, que desistiu.
² - Honduras disputou no lugar da Argentina pois esta alegou que a Colômbia, que enfrentava uma guerra civil, não oferecia a segurança necessária.

## Sedes
| Armênia                         | Armênia Barranquilla Bogotá Cáli Manizales Medellín Pereira | Barranquilla                           |
| ------------------------------- | ----------------------------------------------------------- | -------------------------------------- |
| Estádio Centenário de Armenia   | Armênia Barranquilla Bogotá Cáli Manizales Medellín Pereira | Estádio Metropolitano Roberto Meléndez |
| Capacidade: 29 000              | Armênia Barranquilla Bogotá Cáli Manizales Medellín Pereira | Capacidade: 60 000                     |
|                                 | Armênia Barranquilla Bogotá Cáli Manizales Medellín Pereira |                                        |
| Bogotá                          | Armênia Barranquilla Bogotá Cáli Manizales Medellín Pereira | Cáli                                   |
| Estádio El Campín               | Armênia Barranquilla Bogotá Cáli Manizales Medellín Pereira | Estádio Olímpico Pascual Guerrero      |
| Capacidade: 48 300              | Armênia Barranquilla Bogotá Cáli Manizales Medellín Pereira | Capacidade: 45 625                     |
|                                 | Armênia Barranquilla Bogotá Cáli Manizales Medellín Pereira |                                        |
| Manizales                       | Armênia Barranquilla Bogotá Cáli Manizales Medellín Pereira | Medellín                               |
| Estádio Palogrande              | Armênia Barranquilla Bogotá Cáli Manizales Medellín Pereira | Estádio Atanasio Girardot              |
| Capacidade: 36 553              | Armênia Barranquilla Bogotá Cáli Manizales Medellín Pereira | Capacidade: 52 000                     |
|                                 | Armênia Barranquilla Bogotá Cáli Manizales Medellín Pereira |                                        |
| Pereira                         | Armênia Barranquilla Bogotá Cáli Manizales Medellín Pereira |                                        |
| Estádio Hernán Ramírez Villegas | Armênia Barranquilla Bogotá Cáli Manizales Medellín Pereira |                                        |
| Capacidade: 30 313              | Armênia Barranquilla Bogotá Cáli Manizales Medellín Pereira |                                        |
|                                 | Armênia Barranquilla Bogotá Cáli Manizales Medellín Pereira |                                        |

## Primeira fase
|  | Equipes classificadas às quartas de final                   |
|  | Equipes classificadas como melhores terceiros classificados |
|  | Equipes eliminadas                                          |

Todas as partidas seguem o fuso horário da Colômbia (UTC-5).

### Grupo A
| Seleção   | P | J | V | E | D | GP | GC | SG |
| --------- | - | - | - | - | - | -- | -- | -- |
| Colômbia  | 9 | 3 | 3 | 0 | 0 | 5  | 0  | +5 |
| Chile     | 6 | 3 | 2 | 0 | 1 | 5  | 3  | +2 |
| Equador   | 3 | 3 | 1 | 0 | 2 | 5  | 5  | 0  |
| Venezuela | 0 | 3 | 0 | 0 | 3 | 0  | 7  | -7 |

| 11 de julho | Equador   | 1 – 4  | Chile                                          | Estádio Metropolitano Roberto Meléndez, Barranquilla |
| 18:00       | Chalá 53' | Resumo | Navia 29' · Montecinos 73', 90' · Corrales 85' | Árbitro: BOL René Ortubé                             |

| 11 de julho | Colômbia                             | 2 – 0  | Venezuela | Estádio Metropolitano Roberto Meléndez, Barranquilla |
| 20:45       | Grisales 15' · Aristizábal 59' (pen) | Resumo |           | Árbitro: PER Gilberto Hidalgo                        |

| 14 de julho | Chile          | 1 – 0  | Venezuela | Estádio Metropolitano Roberto Meléndez, Barranquilla |
| 16:15       | Montecinos 78' | Resumo |           | Árbitro: MEX Gilberto Alcalá                         |

| 14 de julho | Colômbia        | 1 – 0  | Equador | Estádio Metropolitano Roberto Meléndez, Barranquilla |
| 18:30       | Aristizábal 29' | Resumo |         | Árbitro: PAR Ubaldo Aquino                           |

| 17 de julho | Equador                                       | 4 – 0  | Venezuela | Estádio Metropolitano Roberto Meléndez, Barranquilla |
| 18:30       | Delgado 19', 63' · Fernández 29' · Méndez 60' | Resumo |           | Árbitro: PER Gilberto Hidalgo                        |

| 17 de julho | Colômbia                              | 2 – 0  | Chile | Estádio Metropolitano Roberto Meléndez, Barranquilla |
| 20:45       | Aristizábal 10' (pen) · Arriaga 90+2' | Resumo |       | Árbitro: URU Jorge Larrionda                         |

### Grupo B
| Seleção  | P | J | V | E | D | GP | GC | SG |
| -------- | - | - | - | - | - | -- | -- | -- |
| Brasil   | 6 | 3 | 2 | 0 | 1 | 5  | 2  | +3 |
| México   | 4 | 3 | 1 | 1 | 1 | 1  | 1  | 0  |
| Peru     | 4 | 3 | 1 | 1 | 1 | 4  | 5  | -1 |
| Paraguai | 2 | 3 | 0 | 2 | 1 | 4  | 6  | -2 |

| 12 de julho | Peru                                      | 3 – 3  | Paraguai                        | Estádio Olímpico Pascual Guerrero, Cáli |
| 17:30       | Lobatón 16' · Pajuelo 57' · Del Solar 72' | Resumo | Ferreira 23', 64' · Garay 90+1' | Árbitro: ARG Ángel Sánchez              |

| 12 de julho | Brasil | 0 – 1  | México      | Estádio Olímpico Pascual Guerrero, Cáli |
| 19:45       |        | Resumo | Borgetti 5' | Árbitro: COL Óscar Ruiz                 |

| 15 de julho | Brasil                      | 2 – 0  | Peru | Estádio Olímpico Pascual Guerrero, Cáli |
| 16:00       | Guilherme 9' · Denílson 85' | Resumo |      | Árbitro: URU Jorge Larrionda            |

| 15 de julho | Paraguai | 0 – 0  | México | Estádio Olímpico Pascual Guerrero, Cáli |
| 18:15       |          | Resumo |        | Árbitro: ECU Rogger Zambrano            |

| 18 de julho | Peru       | 1 – 0  | México | Estádio Olímpico Pascual Guerrero, Cáli |
| 17:30       | Holsen 19' | Resumo |        | Árbitro: BOL René Ortubé                |

| 18 de julho | Brasil                                   | 3 – 1  | Paraguai            | Estádio Olímpico Pascual Guerrero, Cáli |
| 19:45       | Alex 60' · Belletti 84' · Denílson 90+3' | Resumo | Alvarenga 11' (pen) | Árbitro: ARG Ángel Sánchez              |

### Grupo C
| Seleção    | P | J | V | E | D | GP | GC | SG |
| ---------- | - | - | - | - | - | -- | -- | -- |
| Costa Rica | 7 | 3 | 2 | 1 | 0 | 6  | 1  | +5 |
| Honduras   | 6 | 3 | 2 | 0 | 1 | 3  | 1  | +2 |
| Uruguai    | 4 | 3 | 1 | 1 | 1 | 2  | 2  | 0  |
| Bolívia    | 0 | 3 | 0 | 0 | 3 | 0  | 7  | -7 |

| 13 de julho | Bolívia | 0 – 1  | Uruguai       | Estádio Atanasio Girardot, Medellín |
| 18:00       |         | Resumo | Chevantón 64' | Árbitro: CAN Mauricio Navarro       |

| 13 de julho | Honduras | 0 – 1  | Costa Rica   | Estádio Atanasio Girardot, Medellín |
| 20:15       |          | Resumo | Wanchope 63' | Árbitro: CHI Mario Sánchez          |

| 16 de julho | Uruguai           | 1 – 1  | Costa Rica   | Estádio Atanasio Girardot, Medellín |
| 18:00       | C. M. Morales 53' | Resumo | Wanchope 28' | Árbitro: BRA Carlos Símon           |

| 16 de julho | Honduras         | 2 – 0  | Bolívia | Estádio Atanasio Girardot, Medellín |
| 20:15       | Guevara 53', 68' | Resumo |         | Árbitro: COL John Jairo Toro        |

| 19 de julho | Bolívia | 0 – 4  | Costa Rica                                  | Estádio Atanasio Girardot, Medellín |
| 18:00       |         | Resumo | Wanchope 45', 71' · Bryce 63' · Fonseca 84' | Árbitro: VEN Luis Solórzano         |

| 19 de julho | Honduras    | 1 – 0  | Uruguai | Estádio Atanasio Girardot, Medellín |
| 20:15       | Guevara 86' | Resumo |         | Árbitro: ECU Rogger Zambrano        |

### Melhores terceiros classificados
As duas melhores seleções terceiro colocadas nos grupos também avançaram para as quartas de final.
| Seleção | P | J | V | E | D | GP | GC | SG | Grupo |
| ------- | - | - | - | - | - | -- | -- | -- | ----- |
| Uruguai | 4 | 3 | 1 | 1 | 1 | 2  | 2  | 0  | C     |
| Peru    | 4 | 3 | 1 | 1 | 1 | 4  | 5  | -1 | B     |
| Equador | 3 | 3 | 1 | 0 | 2 | 5  | 5  | 0  | A     |

## Fase final
|  | Quartas de final        | Quartas de final        |                       |         | Semifinais     | Semifinais     |  |  | Final                | Final |
|  |                         |                         |                       |         |                |                |  |  |                      |       |
|  | 22 de julho - Pereira   |                         |                       |         |                |                |  |  |                      |       |
|  |                         |                         |                       |         |                |                |  |  |                      |       |
|  | México                  | 2                       |                       |         |                |                |  |  |                      |       |
|  | México                  | 2                       | 25 de julho - Pereira |         |                |                |  |  |                      |       |
|  | Chile                   | 0                       |                       |         |                |                |  |  |                      |       |
|  | Chile                   | 0                       | México                | 2       |                |                |  |  |                      |       |
|  | 22 de julho - Armênia   |                         | México                | 2       |                |                |  |  |                      |       |
|  |                         | Uruguai                 | 1                     |         |                |                |  |  |                      |       |
|  | Uruguai                 | Uruguai                 | 1                     | 2       |                |                |  |  |                      |       |
|  | Uruguai                 |                         | 29 de julho - Bogotá  | 2       |                |                |  |  |                      |       |
|  | Costa Rica              | 1                       |                       |         |                |                |  |  |                      |       |
|  | Costa Rica              | 1                       | México                | 0       |                |                |  |  |                      |       |
|  | 23 de julho - Armênia   |                         | México                | 0       |                |                |  |  |                      |       |
|  |                         | Colômbia                | 1                     |         |                |                |  |  |                      |       |
|  | Colômbia                | Colômbia                | 1                     | 3       |                |                |  |  |                      |       |
|  | Colômbia                | 26 de julho - Manizales |                       | 3       |                |                |  |  |                      |       |
|  | Peru                    | 0                       |                       |         |                |                |  |  |                      |       |
|  | Peru                    | 0                       | Colômbia              | 2       | Terceiro lugar | Terceiro lugar |  |  |                      |       |
|  | 23 de julho - Manizales |                         | Colômbia              | 2       | Terceiro lugar | Terceiro lugar |  |  |                      |       |
|  |                         | Honduras                | 0                     |         |                |                |  |  |                      |       |
|  | Honduras                | Honduras                | 0                     | 2       | Honduras (pen) | 2 (5)          |  |  |                      |       |
|  | Honduras                |                         |                       | 2       | Honduras (pen) | 2 (5)          |  |  |                      |       |
|  | Brasil                  | 0                       |                       | Uruguai | 2 (4)          |                |  |  |                      |       |
|  | Brasil                  | 0                       |                       |         | 2 (4)          |                |  |  |                      |       |
|  |                         |                         |                       |         |                |                |  |  | 29 de julho - Bogotá |       |
|  |                         |                         |                       |         |                |                |  |  |                      |       |

### Quartas de final
| 22 de julho | Chile | 0 – 2  | México                    | Estádio Hernán Ramírez Villegas, Pereira |
| 15:00       |       | Resumo | Arellano 17' · Osorno 78' | Árbitro: BRA Carlos Simon                |

| 22 de julho | Costa Rica   | 1 – 2  | Uruguai                    | Estádio Centenário de Armenia, Armênia |
| 17:30       | Wanchope 52' | Resumo | Lemos 60' (pen) · Lima 87' | Árbitro: COL Óscar Ruiz                |

| 23 de julho | Colômbia                             | 3 – 0  | Peru | Estádio Centenário de Armenia, Armênia |
| 17:30       | Aristizábal 50', 69' · Hernández 65' | Resumo |      | Árbitro: MEX Gilberto Alcalá           |

| 23 de julho | Honduras                             | 2 – 0  | Brasil | Estádio Palogrande, Manizales |
| 19:45       | Belletti 57' (g.c.) · Martinez 90+4' | Resumo |        | Árbitro: PAR Ubaldo Aquino    |

### Semifinal
| 25 de julho | México                               | 2 – 1     | Uruguai     | Estádio Hernán Ramírez Villegas, Pereira |
| 19:45       | Borgetti 14' · García Aspe 67' (pen) | Relatório | Morales 32' | Árbitro: ARG Ángel Sanchez               |

| 26 de julho | Colômbia                    | 2 – 0  | Honduras | Estádio Palogrande, Manizales |
| 19:45       | Bedoya 6' · Aristizábal 63' | Resumo |          | Árbitro: CHI Mario Sánchez    |

### Terceiro lugar
| 29 de julho | Uruguai                   | 2 – 2 (pro) | Honduras                     | Estádio El Campín, Bogotá     |
| 14:00       | Bizera 21' · Martínez 44' | Resumo      | Martínez 14' · Izaguirre 41' | Árbitro: PER Gilberto Hidalgo |

|                                           |       | Penalidades                             |  |
| Sorondo Gutiérrez Rodríguez Lemos Olivera | 4 – 5 | Pineda Martínez García Medina Izaguirre |  |

### Final
| 29 de julho | Colômbia    | 1 – 0  | México | Estádio El Campín, Bogotá  |
| 16:30       | Córdoba 65' | Resumo |        | Árbitro: PAR Ubaldo Aquino |

## Campeão
| Copa América 2001           |
| Colômbia                    |
| --------------------------- |
| COLÔMBIA Campeã (1º título) |

## Artilharia
| 6 gols (1) - COL Víctor Aristizábal 5 gols (1) - CRC Paulo Wanchope 3 gols (2) - CHI Cristian Montecinos - HON Amado Guevara 2 gols (5) - BRA Denílson - ECU Agustín Delgado - HON Saúl Martinez - MEX Jared Borgetti - PAR Virgilio Ferreira 1 gol (30) - BRA Alex - BRA Belletti | 1 gol (continuação) - BRA Guilherme - CHI Marcelo Corrales - CHI Reinaldo Navia - COL Eudalio Arriaga - COLGerardo Bedoya - COL Freddy Grisales - COL Giovanny Hernández - COL Iván Córdoba - CRC Steven Bryce - CRC Rolando Fonseca - ECU Cléber Chalá - ECU Angel Fernández - ECU Edison Méndez - HON Júnior Izaguirre - MEX Jesús Arellano | 1 gol (continuação) - MEX Alberto García Aspe - MEX Daniel Osorno - PAR Guido Alvarenga - PAR Silvio Garay - PER José Del Solar - PER Roberto Holsen - PER Abel Lobatón - PER Juan Pajuelo - URU Joe Bizera - URU Javier Chevantón - URU Carlos María Morales - URU Rodrigo Lemos - URU Martín Lima - URU Andrés Martínez - URU Richard Morales |

## Campanha do Brasil
O Brasil foi treinado por Luiz Felipe Scolari.

### Artilheiros
2 gols
- Denílson

1 gol
- Alex
- Belletti
- Guilherme

### Assistências
2 Assistências
- Denílson

1 Assistência
- Alex
- Juninho Pernambucano
- Fábio Rochemback